# ISO 3166-2:BQ
ISO 3166-2:BQ – kody ISO 3166-2 dla podjednostek administracyjnych Holandii Karaibskiej.
Kody ISO 3166-2 to część standardu ISO 3166 publikowanego przez Międzynarodową Organizację Normalizacyjną. Kody te są przypisywane głównym jednostkom podziału administracyjnego, takim jak np. województwa czy stany, każdego kraju posiadającego kod w standardzie ISO 3166-1. 
Aktualnie (2017) dla Holandii Karaibskiej zdefiniowano kody dla 3 wysp, natomiast dodatkowo każda wyspa jako zamorska gmina (terytorium zależne) wchodząca w skład Holandii, ma dodatkowo kod ISO 3166-2:NL wynikający z podziału terytorialnego tego państwa.
Pierwsza część oznaczenia to kod Holandii Karaibskiej zgodnie z ISO 3166-1, natomiast druga część oznaczenia znajdująca się po myślniku to dwuliterowy kod jednostki administracyjnej. 

## Kody ISO
| Kod ISO | Nazwa jednostki administracyjnej | Nazwa jednostki administracyjnej w języku niderlandzkim | Nazwa jednostki administracyjnej w języku papiamento | Kod ISO 3166-2:NL |
| ------- | -------------------------------- | ------------------------------------------------------- | ---------------------------------------------------- | ----------------- |
| BQ-BO   | Bonaire                          | Bonaire                                                 | Boneiru                                              | NL-BQ1            |
| BQ-SA   | Saba                             | Saba                                                    | Saba                                                 | NL-BQ2            |
| BQ-SE   | Sint Eustatius                   | Sint Eustatius                                          | Sint Eustatius                                       | NL-BQ3            |